# Jonah Hex (film)
Jonah Hex je americký fantasy western z roku 2010, který natočil Jimmy Hayward podle stejnojmenného komiksu vydavatelství DC Comics. Do amerických kin byl snímek, jehož rozpočet činil 47 milionů dolarů, uveden 18. června 2010. Celosvětově film utržil 10,9 milionů dolarů.

## Příběh
V roce 1876 musí Jonah Hex, nájemný lovec lidí a konfederační veterán americké občanské války, zabránit svému bývalému a údajně mrtvému veliteli z války Quentinu Turnbullovi v teroristickém útoku na Washington, D.C. Hex, který dokáže mluvit s mrtvými, má s Turnbullem nevyřízené osobní účty, protože generál nechal vyvraždit jeho rodinu poté, co Jonah byl během války donucen zabít jeho syna a svého nejlepšího přítele Jeba.

## Obsazení
- Josh Brolin jako Jonah Hex
- John Malkovich jako Quentin Turnbull
- Megan Fox jako Tallulah „Lilah“ Blacková
- Michael Fassbender jako Burke
- Will Arnett jako poručík Grass
- Aidan Quinn jako prezident Ulysses S. Grant
- Michael Shannon jako doktor Cross Williams
- Wes Bentley jako Adleman Lusk
- John Gallagher, Jr. jako poručík Evan
- Tom Wopat jako plukovník Slocum